# Pararothia gracilis
Pararothia gracilis là một loài bướm đêm trong họ Noctuidae.